# 541-ша фольксгренадерська дивізія (Третій Рейх)
541-ша фольксгренадерська дивізія (Третій Рейх) (нім. 541. Volksgrenadier-Division) — піхотна дивізія народного ополчення (фольксгренадери), що входила до складу німецьких сухопутних військ у роки Другої світової війни.

## Історія з'єднання
541-ша фольксгренадерська дивізія була створена 9 жовтня 1944 року шляхом перейменування 541-ї гренадерської дивізії у ході 32-ї хвилі мобілізації. У цей момент дивізія перебувала на позиціях на Нареві. З листопада 1944 р. по січень 1945 р. дивізія відступала від Нарева, вела бої в районі Осовця, де зазнала значних втрат, а потім у складі бойових груп через Августів-Граєво та Лик повернулася до фортеці Льотцен. Звідти дивізія вирушила через Растенбург і Коршен. У лютому 1944 року відбулися оборонні бої біля Бартенштейна та відступ підрозділів дивізії до Фрішес-Гаффа. Залишки дивізії, що опинилися в Гайлігенбайльському «мішку», були перекинуті до Рейху у квітні 1945 року і використані для доукомплектування 606-ї дивізії особливого призначення.

## Райони бойових дій
- Східний фронт (центральний напрямок) (жовтень 1944 — квітень 1945).

## Командування

### Командири
- генерал-майор Вольф Гагеман (9 жовтня 1944 — квітень 1945).

### Підпорядкованість
| Час      | Корпус   | Армія | Група армій (округ)  | Штаб               |
| -------- | -------- | ----- | -------------------- | ------------------ |
| 1944     |          |       |                      |                    |
| жовтень  | XXIII ак | 2 А   | Група армій «Центр»  | Західний Буг/Нарва |
| 1945     |          |       |                      |                    |
| січень   | VI ак    | 4 А   | Група армій «Центр»  | Осовець            |
| лютий    | XXXXI тк | 4 А   | Група армій «Північ» | Східна Пруссія     |
| березень | VI ак    | 4 А   | Група армій «Північ» | Східна Пруссія     |
| квітень  |          |       | Група армій «Вісла»  | Свіноуйсьце        |

### Склад
| 1944                                     |
| ---------------------------------------- |
| 1073-й гренадерський полк                |
| 1074-й гренадерський полк                |
| 1075-й гренадерський полк                |
| 1541-й артилерійський полк               |
| 1541-й фузилерний батальйон              |
| 1541-й протитанковий батальйон           |
| 462-га дивізійна фузилерна рота          |
| 1541-й інженерний батальйон              |
| 1541-й запасний батальйон                |
| 1541-й дивізійний батальйон зв'язку      |
| 541-ше дивізійне управління забезпечення |

## Нагороджені дивізії
Нагороджені дивізії
Нагороджені Сертифікатом Пошани Головнокомандувача Сухопутних військ для військових формувань Вермахту за збитий літак противника
- ? — 13-та рота 1075-го гренадерського полку за дії 13 листопада 1944 (№ ?) поблизу Ґонсево.

|  | Кавалери Нагрудного знаку ближнього бою в золоті                                                           | 1 |
|  | Кавалери Золотого Німецького Хреста                                                                        | 3 |
|  | Кавалери Срібного Німецького Хреста                                                                        | 1 |
|  | Кавалери Лицарського хреста Залізного хреста                                                               | 3 |
|  | Кавалери Почесної застібки Сухопутних військ «Почесна застібка на орденську стрічку для Сухопутних військ» | 8 |

- Нагороджені Сертифікатом Пошани Головнокомандувача Сухопутних військ (1)